# هلنا دامبروفسکا
هلنا دامبروفسکا (لهستانی: Helena Dąbrowska؛ ‏ [dɔmˈbrɔfska]؛ ‏ ۲۶ ژوئن ۱۹۲۳ – ۳۱ مهٔ ۲۰۰۳) بازیگر اهل لهستان بود.
از فیلم‌هایی که وی در آن‌ها نقش داشته است، می‌توان به پنج، قطار شب، بدشانسی و بال‌های سیاه اشاره نمود.